# Фуннінгур
62°17′17″ пн. ш. 6°58′2″ зх. д. / 62.28806° пн. ш. 6.96722° зх. д.
Фуннінгур (фар. Funningur, дан. Funding) — містечко, що розташоване біля підніжжя Слаттаратіндур, найвищої гори Фарерських островів (880 м). Селище розташовано на північно-західному узбережжі острова Естурой.
Ландшафт місцевості кам'янистий та характерний для проміжних базальтових шарів. Місцева дорога 632, що відома як одна з найкрасивіших панорамних доріг на Фарерських островах, проходить паралельно північно-західній стороні фіорда Фуннінгсфіордюр та минає селище, продовжується на захід до селища Айі.
Муніципалітет Фуннінг, який був названий на честь селища до його розпуску в 2009 році, також складався з Джогва, поки у 1948 році останнім не було сформовано власний муніципалітет. 15 листопада 2006 року у Фуннінгурі відбувся індикативний референдум. 47 з 54 виборців проголосували на користь приєднання до муніципалітету Рунавік.

## Історія
За легендами, Грімур Камбан, перший вікінг, що дістався Фарерських островів, оселився саме тут близько 825 року, втікаючи від тиранії норвезького короля Гаральда I. Це означає, що Фуннінгур є одним з найдавніших поселень Фарерських островів. Назва Funningur означає «знайти», тобто Грімур Камбан знайшов цю місцевість. Проте, ця теорія піддається сумніву через можливу помилку у сагах, адже початок правління Гаральда припадає на 872 рік. Крім цього, існують свідчення про ірландських монахів, що дістались місцевості значно раніше, приблизно у 625—650.
Нинішнє поселення розташоване по обидва боки річки Стора, крім цього, є кілька ділянок, що збереглися з більш старих поселень.

## Церква
Місцева церква є наймолодшою з періоду фарерського ремісничого мистецтва. Її архітектором був Якуп Андреассен з Сігругета. Церкву було освячено 31 жовтня 1847 року. До 1929 року, коли була урочисто відкрита церква в Джогві, Фіннінгур був також парафіяльною церквою для Джогва. Церква має 10 лав на чоловічому боці і 9 лавок на жіночому боці. Вулиця, де стоїть церква, називається Niðri í Túni («внизу на острові»). Річка Стора відокремлює церкву від нового кладовища, яке було відкрито в 1941 році і розширено в 1972 році.

## Галерея

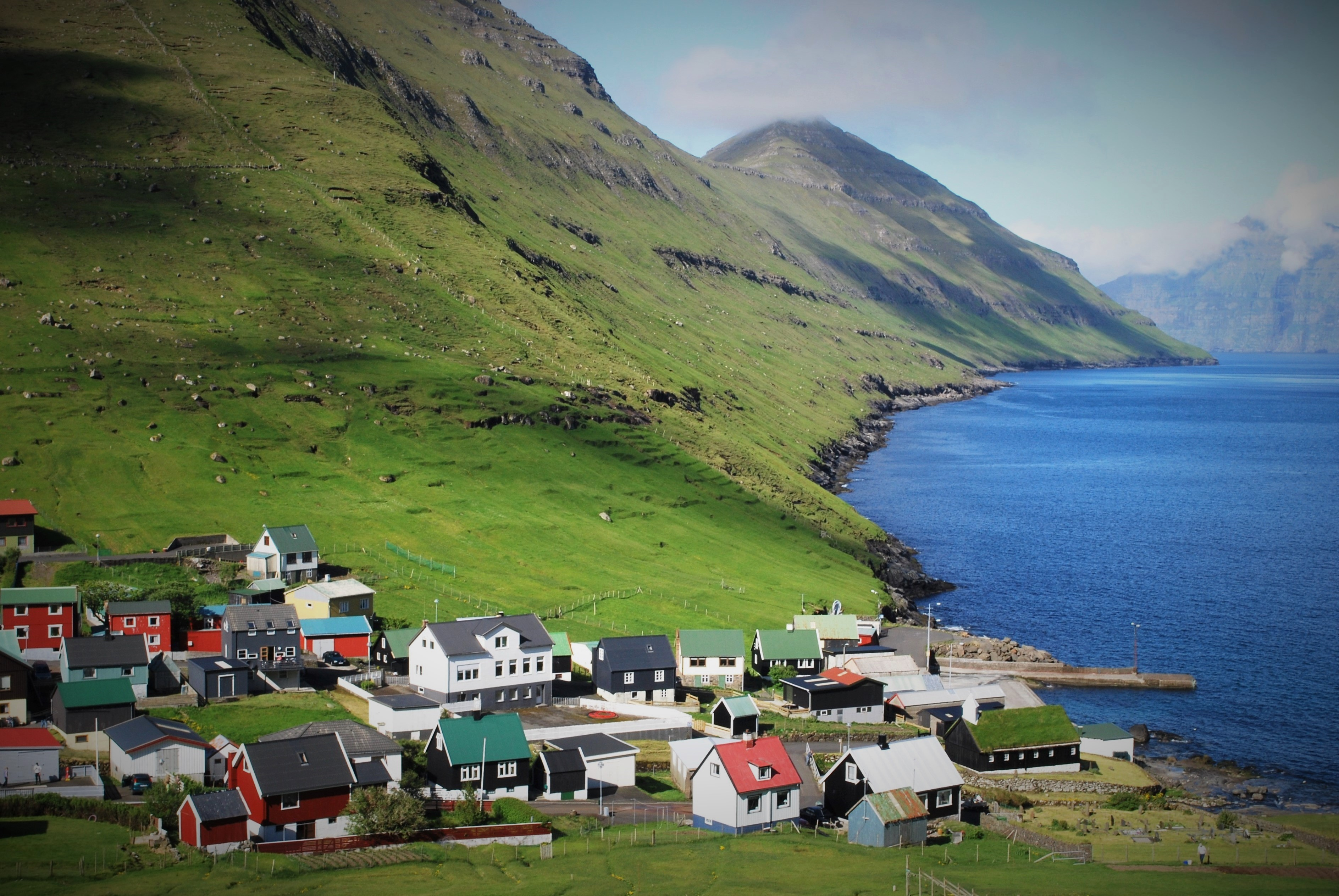
Вид на місто та залив
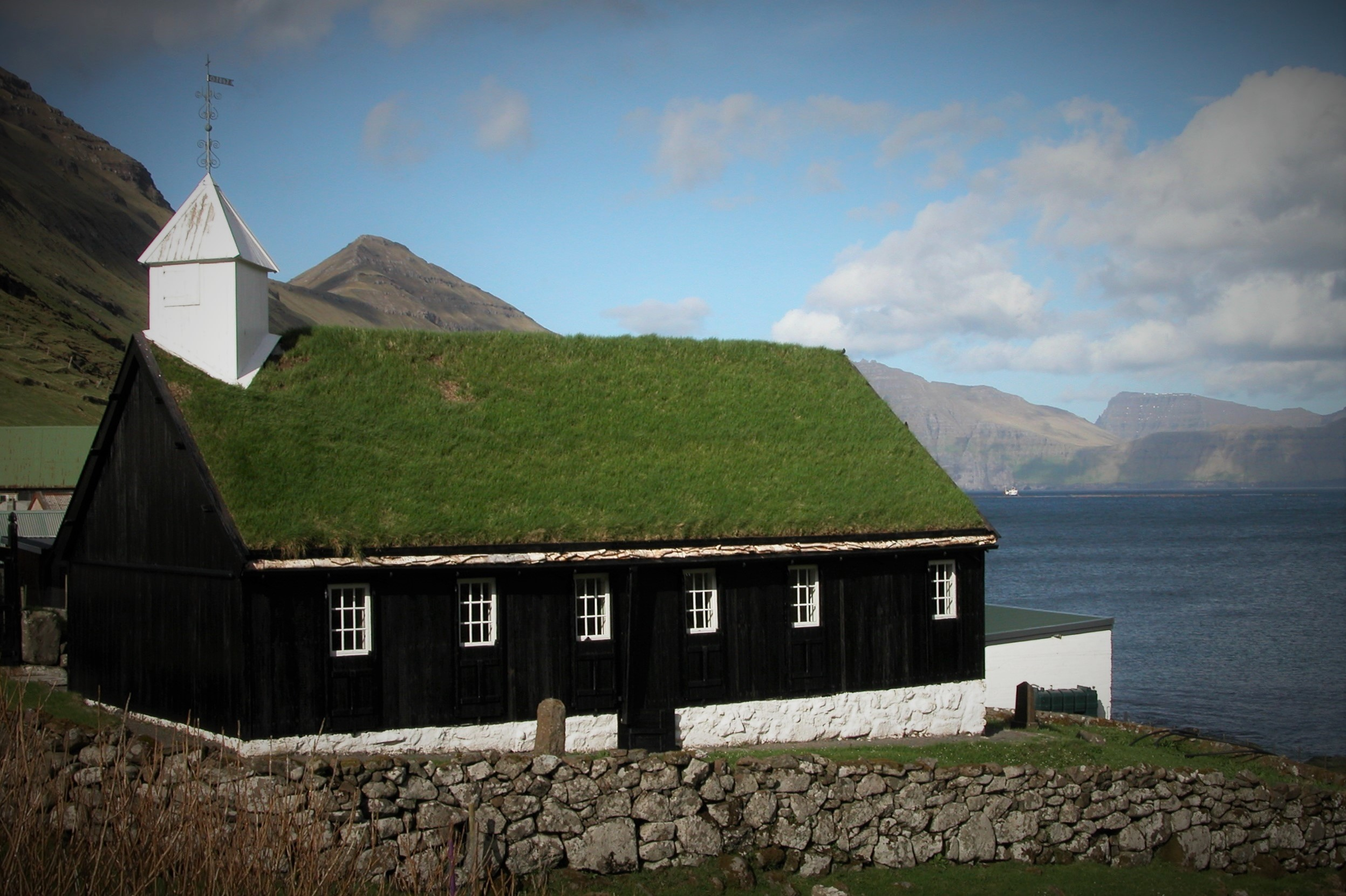
Церква у Фуннінгурі
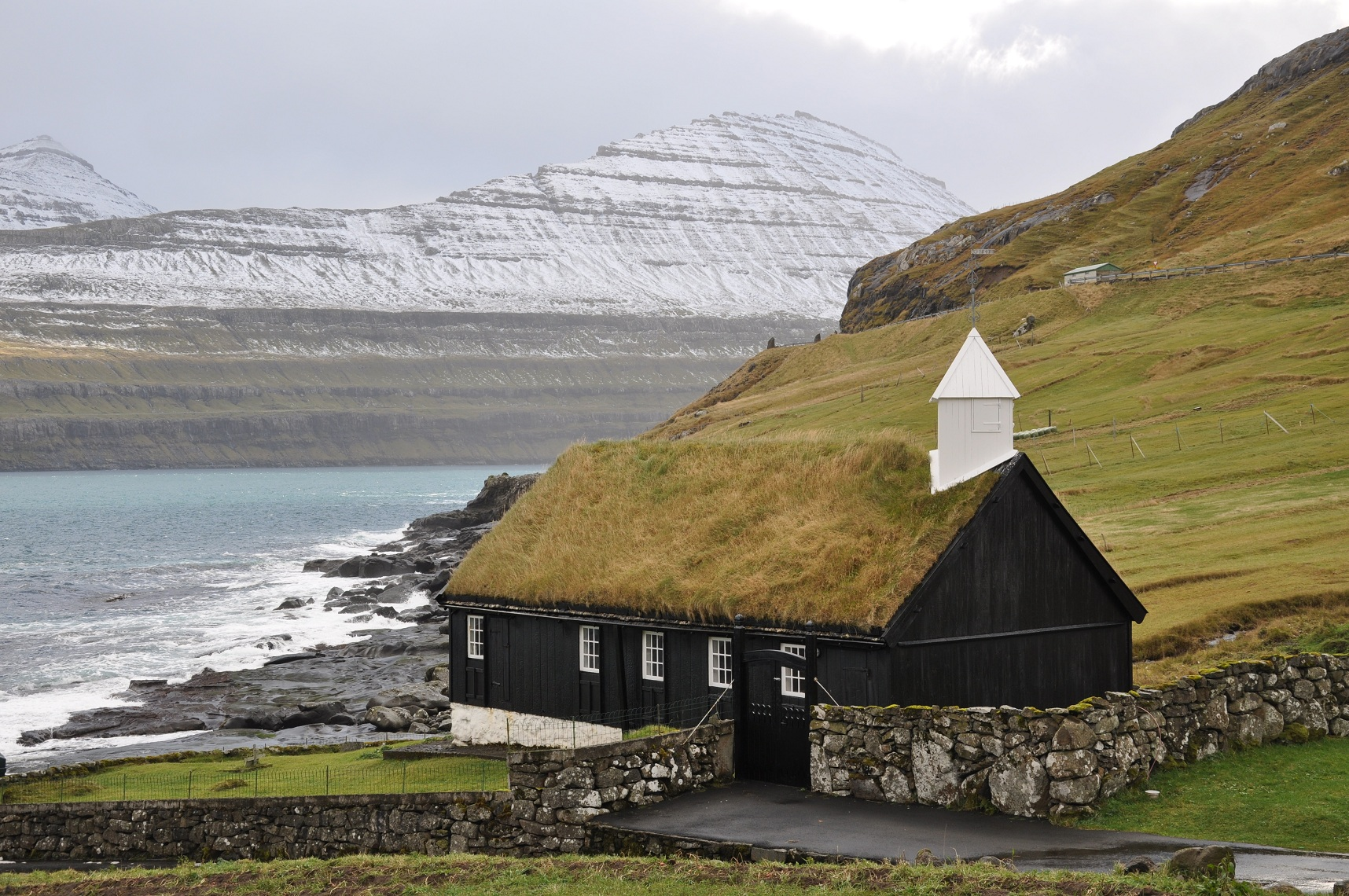
Церква у Фуннінгурі
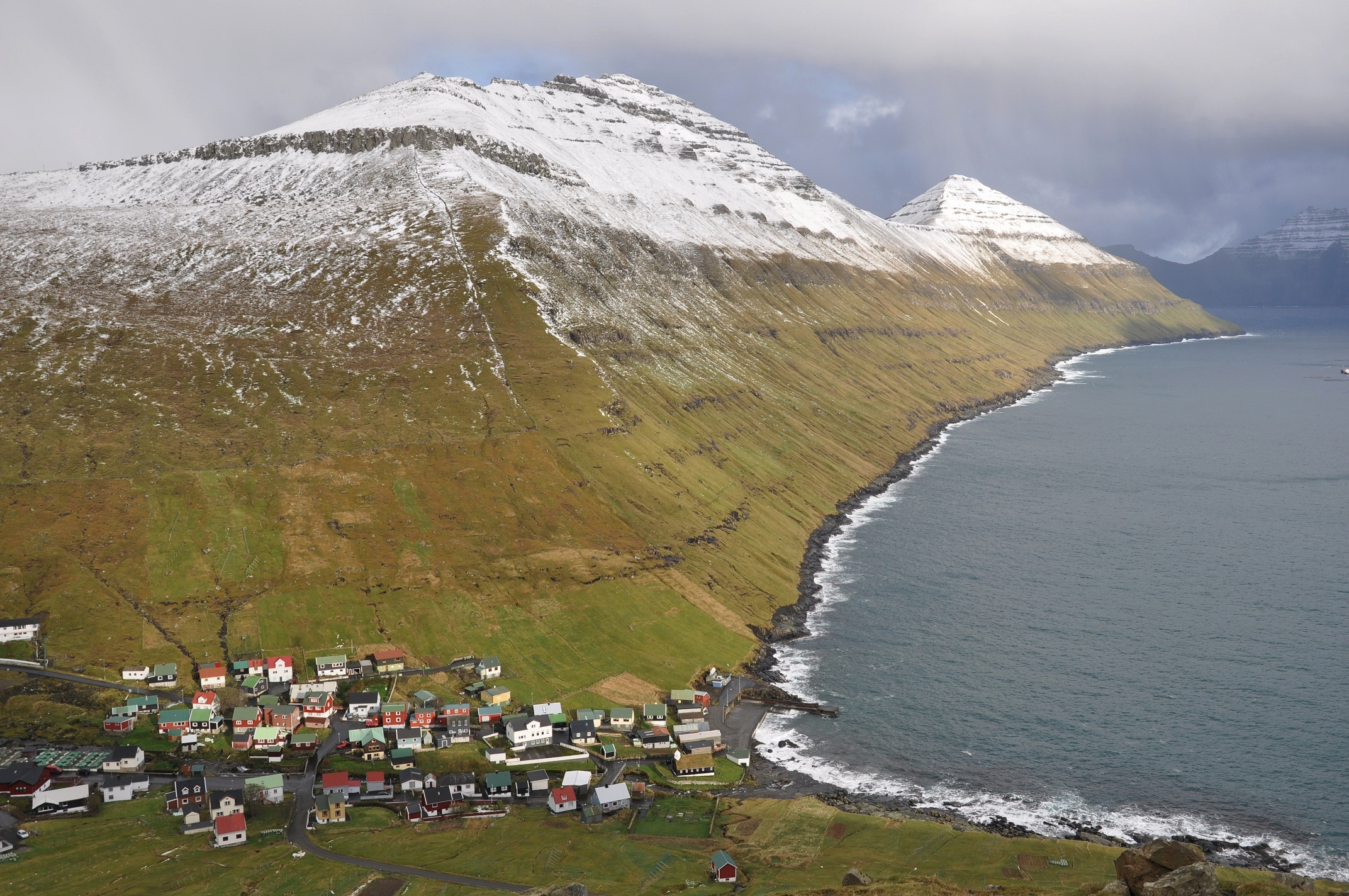
г. Слаттаратіндур
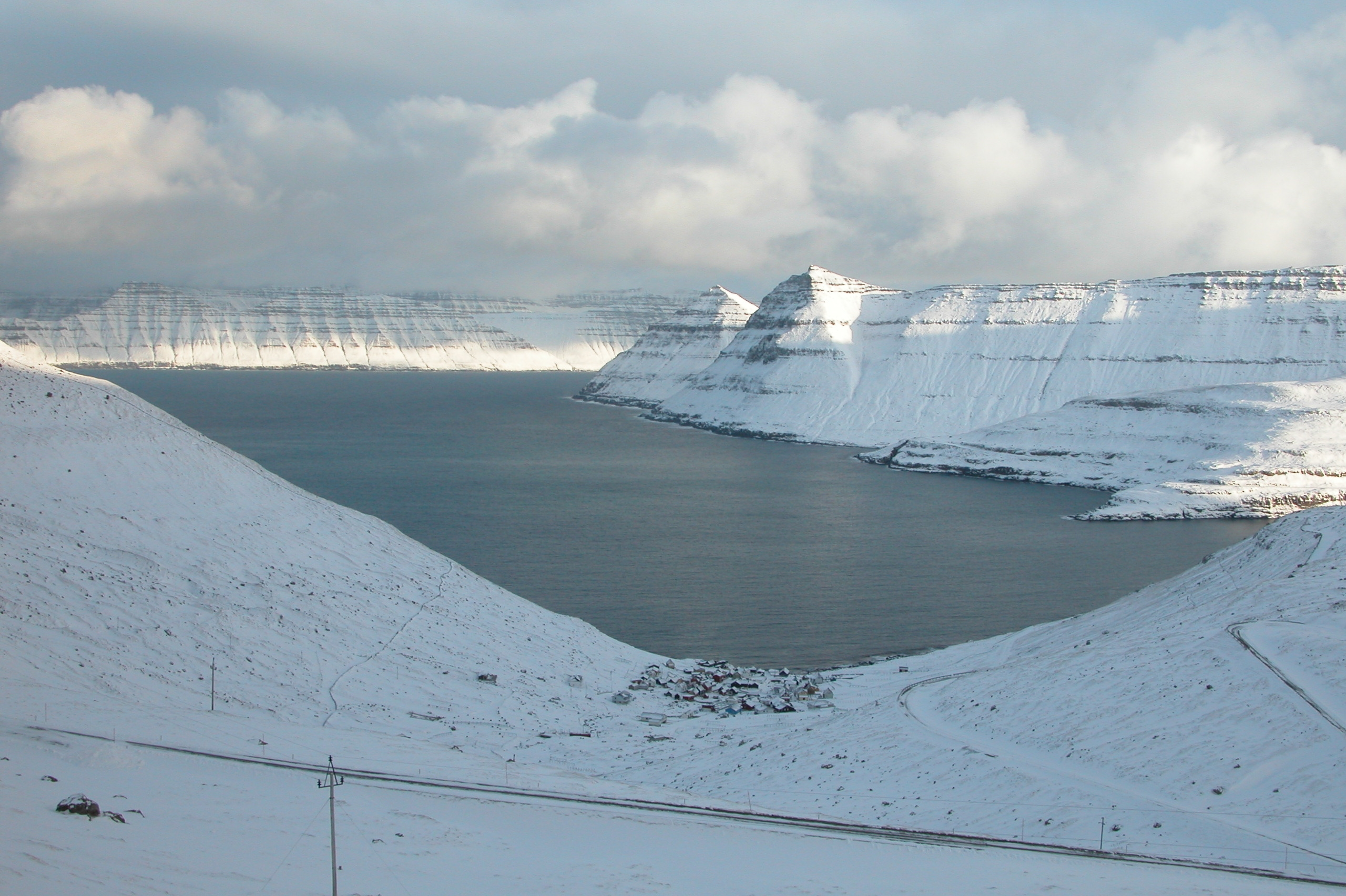
Фуннінгур та вид на фіорд Фуннінгсфіордюр
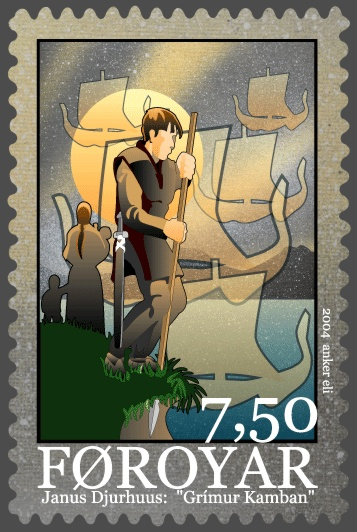
Грімур Камбан